# دوغ داوني
دوغ داوني هو سياسي كندي، ولد في 2 فبراير 1970. حزبياً، نشط في حزب أونتاريو المحافظ التقدمي.